# خاره‌چسب دنده‌دار مدیترانه
خاره‌چسب دنده‌دار مدیترانه (نام علمی: Patella ferruginea) نام یک گونه از تیره کشکک‌داران است.